# Copa Intercontinental d'hoquei sobre patins masculina 1987
La quarta edició de la Copa Intercontinental d'hoquei patins masculina es disputà el desembre de 1987 a La Corunya, Galícia.
En aquesta edició es disputà directament una final a doble partit entre els vencedors d'Europa i de Sud-amèrica. El campió fou el Liceo HC de La Corunya.

## Resultats
| Liceo HC | 7-3  | Concepción PC |
| Liceo HC | 17-2 | Concepción PC |